# Abderrahmane Rahmouni
Abderrahmane Rahmouni, né le 13 janvier 1945 à Sfax et mort le 23 octobre 2020, est un footballeur tunisien.
Il rejoint le Club africain dès son jeune âge où il est remarqué par l'entraîneur Fabio Roccheggiani. Il rejoint l'équipe première en 1964 pour y jouer jusqu'en 1973, année au cours de laquelle il quitte le club pour passer à l'Avenir sportif de Kasserine en tant qu'entraîneur-joueur. 
Il connaît ensuite une carrière d'entraîneur, notamment en seconde division où près d'une quinzaine de clubs font appel à ses services et dans les pays du Golfe.

## Carrière
- 1964-1973 : Club africain (Tunisie)[2]

## Palmarès
- Champion de Tunisie : 1964, 1967, 1973
- Vainqueur de la coupe de Tunisie : 1965, 1967, 1968, 1969, 1970, 1972, 1973
- Vainqueur de la coupe du Maghreb des vainqueurs de coupe : 1971
- Vainqueur de la coupe du Maghreb des clubs champions : 1974

## Sélections
- 2 matchs internationaux[2]